# Luigi I di Nevers
Luigi di Dampierre, meglio conosciuto come Luigi I di Nevers (1272 circa – Parigi, 22 luglio 1322), fu Conte di Nevers dal 1280 e Conte di Rethel (assieme alla moglie Giovanna) dal 1290 alla sua morte.

## Origine
Secondo gli Extraits de la Chronique attribuée à Jean Desnouelles, Luigi era il figlio primogenito del Conte di Nevers e futuro conte delle Fiandre, Roberto di Bethune o di Dampierre e della Contessa di Nevers, Iolanda di Borgogna, figlia del Signore consorte di Borbone, conte di Nevers, Auxerre e Tonnerre, Oddone di Borgogna e della dama di Borbone, Matilde di Borbone-Dampierre, come ci viene confermato dalla Histoire généalogique des ducs de Bourgogne de la maison de France.
Roberto di Bethune o di Dampierre, secondo gli Annales Blandinienses, era figlio primogenito del futuro Conte di Fiandra e Marchese di Namur, Guido di Dampierre e di Matilde de Bethune, figlia ed ereditiera di Roberto VII di Bethune, signore di Béthune, Termonde, Richebourg e Warneton, e d'Elisabeth de Morialmez; gli ascendenti di Roberto vengono confermati anche dal Iohannis de Thilrode Chronicon e dal Iohannis de Thielrode Genealogia Comitum Flandriæ.

## Biografia
Alla nascita, Luigi era il secondogenito di Roberto di Bethune o di Damiere, in quanto suo padre aveva avuto un figlio dalla prima moglie, Bianca d'Angiò o di Napoli (1250-1269), figlia del Re di Sicilia, Conte d'Angiò e del Maine, conte di Provenza e di Forcalquier, principe di Taranto, re d'Albania, re titolare di Gerusalemme, principe d'Acaia, Carlo I d'Angiò come ci viene confermato sia dal Iohannis de Thilrode Chronicon che dal Iohannis de Thielrode Genealogia Comitum Flandriæ; anche la Chronique anonyme des rois de France riporta il matrimonio di Roberto e Bianca e della moglie, la contessa di Provenza e Forcalquier, Beatrice di Provenza, come riportato dagli Annales Sancti Victoris Massilienses. Il figlio si chiamava Carlo, ma verso il 1277 morì bambino.
Dopo essere rimasto vedovo, suo padre Roberto, nel 1272, sposò in seconde nozze la lontana cugina Iolanda di Borgogna, contessa di Nevers, come ci viene confermato sia dal Iohannis de Thilrode Chronicon che dal Iohannis de Thielrode Genealogia Comitum Flandriæ, che era vedova di Giovanni Tristano di Valois, figlio di Luigi IX di Francia.
Nel 1280, Luigi, alla morte della madre, Iolanda, le succedette nel titolo di Conte di Nevers.
Nel 1290, Luigi, per diritto di matrimonio divenne Conte di Rethel, assieme alla moglie Giovanna.
In quegli anni, Luigi appoggiò la politica del nonno, Guido, e poi del padre, Roberto (entrambi Conti di Fiandra) in opposizione al regno di Francia; nel 1311, il re di Francia, Filippo il Bello, gli confiscò le due contee e lo imprigionò; Luigi riuscì a fuggire e, per sfuggire al re di Francia, riparò nella contea di Fiandra di pertinenza imperiale.
Dopo la morte di Filippo IV il Bello, dato che Roberto non aveva reso omaggio al nuovo re, Luigi X di Francia, la guerra con la Francia, nel 1315 riprese, col tentativo di occupare le Fiandre, da parte del re di Francia, Luigi X; ma l'esercito rimase impantanato nel fango autunnale delle Fiandre e rientrò senza aver ottenuto molto; anche Luigi era accorso a difendere le Fiandre contro i francesi.
La pace fu conclusa col successore di Luigi X, Filippo V di Francia, nel 1320: Roberto cedette alla Francia i distretti di Lilla, Douai e Orchies, con la promessa (che non fu mantenuta) di Roberto di rendere omaggio al re Filippo e l'impegno di matrimonio tra il nipote di Roberto, Luigi di Crécy e la figlia di Filippo V, Margherita.
Secondo la Continuation anonyme de la Chronique de Jean de S. Victor, Luigi era stato ancora incarcerato; nell'inverno del 1322, fu liberato dal carcere, si recò a Parigi, dove si ammalò e poco dopo morì, su questa morte vi furono alcune chiacchiere che affermavano che la sua morte fosse stata agevolata da alcune sostanze somministrate durante la prigionia, anche perché era ritenuto un soggetto difficilmente controllabile, anche da parte di suo padre.
Luigi di Neves non poté ereditare la contea della Fiandre, in quanto morì due mesi prima suo padre Roberto, che morì nel settembre del 1322 e, come conte delle Fiandre gli succedette il nipote Luigi di Crécy.

## Matrimonio e discendenza
Nel dicembre 1290, Luigi aveva sposato la contessa Giovanna di Rethel (morta nel 1325), figlia di Ugo IV, Conte di Rethel, e di Isabella di Grandpré; la Continuation anonyme de la Chronique de Jean de S. Victor, pur senza nominarla, ricorda che la contessa Giovanna, dopo essere rimasta vedova, rientrò nella contea di Bethel, e ricevette in dote metà della contea di Nevers. 
Luigi da Giovanna ebbe due figli:
- Luigi di Crécy (1304-1346), conte di Fiandra, di Nevers e di Bethel, come ci confermati anche il Iohannis de Thilrode Chronicon[16]
- Giovanna (1295-1374), sposata nel 1329 con Giovanni di Bretagna, Conte di Montfort.

## Ascendenza
|                            |                    |                             | Genitori                        |  |  | Nonni |  |  | Bisnonni                  |  |  | Trisnonni             |  |
|                            |                    |                             |                                 |  |  |       |  |  | Guglielmo II di Dampierre |  |  | Guido II di Dampierre |  |
|                            |                    |                             |                                 |  |  |       |  |  | Guglielmo II di Dampierre |  |  | Guido II di Dampierre |  |
|                            |                    | Matilde I di Borbone        |                                 |  |  |       |  |  | Guglielmo II di Dampierre |  |  |                       |  |
| Guido di Dampierre         |                    |                             |                                 |  |  |       |  |  | Guglielmo II di Dampierre |  |  |                       |  |
|                            |                    | Margherita II di Fiandra    | Baldovino I di Costantinopoli   |  |  |       |  |  |                           |  |  |                       |  |
|                            |                    | Margherita II di Fiandra    | Baldovino I di Costantinopoli   |  |  |       |  |  |                           |  |  |                       |  |
|                            |                    | Margherita II di Fiandra    | Maria di Champagne              |  |  |       |  |  |                           |  |  |                       |  |
| Roberto III di Fiandra     |                    | Margherita II di Fiandra    |                                 |  |  |       |  |  |                           |  |  |                       |  |
|                            |                    | Roberto VII di Béthune      | Guglielmo II di Béthune         |  |  |       |  |  |                           |  |  |                       |  |
|                            |                    | Roberto VII di Béthune      | Guglielmo II di Béthune         |  |  |       |  |  |                           |  |  |                       |  |
|                            |                    | Roberto VII di Béthune      | Matilde di Tenremonde           |  |  |       |  |  |                           |  |  |                       |  |
| Matilde di Béthune         |                    | Roberto VII di Béthune      |                                 |  |  |       |  |  |                           |  |  |                       |  |
|                            |                    | Elisabetta di Morialmez     | Arnoldo IV di Morialmé          |  |  |       |  |  |                           |  |  |                       |  |
|                            |                    | Elisabetta di Morialmez     | Arnoldo IV di Morialmé          |  |  |       |  |  |                           |  |  |                       |  |
|                            |                    | Elisabetta di Morialmez     | Giovanna di Bailleul            |  |  |       |  |  |                           |  |  |                       |  |
| Luigi I di Nevers          |                    | Elisabetta di Morialmez     |                                 |  |  |       |  |  |                           |  |  |                       |  |
|                            | Ugo IV di Borgogna | Oddone III di Borgogna      |                                 |  |  |       |  |  |                           |  |  |                       |  |
|                            | Ugo IV di Borgogna | Oddone III di Borgogna      |                                 |  |  |       |  |  |                           |  |  |                       |  |
|                            | Ugo IV di Borgogna | Alice di Lorena             |                                 |  |  |       |  |  |                           |  |  |                       |  |
| Oddone di Borgogna         | Ugo IV di Borgogna |                             |                                 |  |  |       |  |  |                           |  |  |                       |  |
|                            |                    | Yolanda di Dreux            | Roberto III di Dreux            |  |  |       |  |  |                           |  |  |                       |  |
|                            |                    | Yolanda di Dreux            | Roberto III di Dreux            |  |  |       |  |  |                           |  |  |                       |  |
|                            |                    | Yolanda di Dreux            | Aénor di Saint-Valery           |  |  |       |  |  |                           |  |  |                       |  |
| Iolanda di Borgogna-Nevers |                    | Yolanda di Dreux            |                                 |  |  |       |  |  |                           |  |  |                       |  |
|                            |                    | Arcimbaldo IX di Borbone    | Arcimbaldo VIII di Borbone      |  |  |       |  |  |                           |  |  |                       |  |
|                            |                    | Arcimbaldo IX di Borbone    | Arcimbaldo VIII di Borbone      |  |  |       |  |  |                           |  |  |                       |  |
|                            |                    | Arcimbaldo IX di Borbone    | Beatrice di Montluçon           |  |  |       |  |  |                           |  |  |                       |  |
| Matilde II di Borbone      |                    | Arcimbaldo IX di Borbone    |                                 |  |  |       |  |  |                           |  |  |                       |  |
|                            |                    | Iolanda di Châtillon-Nevers | Guido II di Châtillon-Saint-Pol |  |  |       |  |  |                           |  |  |                       |  |
|                            |                    | Iolanda di Châtillon-Nevers | Guido II di Châtillon-Saint-Pol |  |  |       |  |  |                           |  |  |                       |  |
|                            |                    | Iolanda di Châtillon-Nevers | Agnese II di Nevers             |  |  |       |  |  |                           |  |  |                       |  |
|                            |                    | Iolanda di Châtillon-Nevers |                                 |  |  |       |  |  |                           |  |  |                       |  |

### Fonti primarie
- (LA)  Monumenta Germaniae Historica, Scriptores, tomus V.
- (LA)  Monumenta Germaniae Historica, Scriptores, tomus IX.
- (LA)  Monumenta Germaniae Historica, Scriptores, tomus XXIII.
- (LA)  Monumenta Germaniae Historica, Scriptores, tomus XXV.
- (FR)  Recueil des historiens des Gaules et de la France. Tome 21.

### Letteratura storiografica
- Hilda Johnstone, "Francia: gli ultimi Capetingi", cap. XV, vol. VI (Declino dell'impero e del papato e sviluppo degli stati nazionali) della Storia del Mondo Medievale, 1999, pp. 569–607.
- Henry Pirenne, "I Paesi Bassi", cap. XII, vol. VII (L'autunno del Medioevo e la nascita del mondo moderno) della Storia del Mondo Medievale, 1999, pp. 411–444.
- (FR)  Histoire généalogique des ducs de Bourgogne de la maison de France.